# Fenja e Menja

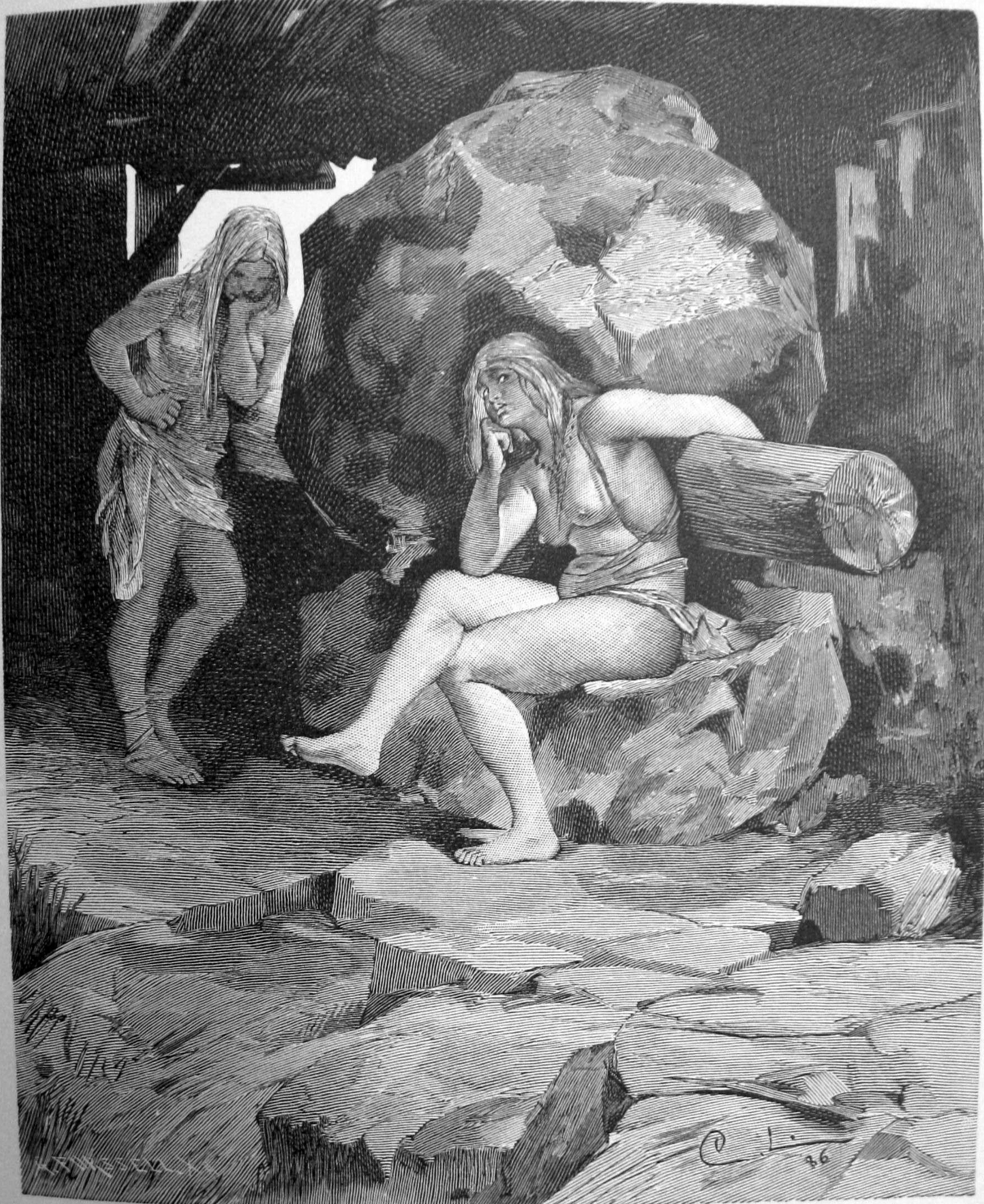
Fenja e Menja al mulino

Fenja e Menja sono due gigantesse della mitologia norrena, personaggi del poema norreno Gróttasöngr ("Canzone di Grótti") di Snorri Sturluson; la stessa storia si è conservata anche in alcune fiabe scandinave, come Perché il Mare è Salato della raccolta Norske Folkeeventyr. Secondo la tradizione popolare, le isole di Fanø e Manø prendono il nome da queste due gigantesse.

## La vicenda
Fróði, un re danese, visitò la Svezia e il suo re Fjölnir, e da lui comprò due schiave gigantesse chiamate Fenja e Menja, che erano grandi e forti. In Danimarca c'erano due grandi pietre da macina che erano così grandi che nessun uomo era abbastanza forte da usarle. Comunque, l'uomo che riuscisse a manovrarle avrebbe potuto chiedere loro di produrre qualunque cosa volesse. Questo mulino era chiamato Grótti ed era stato dato a Fróði da Hengikjopt.
Fróði mise Fenja e Menja al mulino e chiese loro di macinare oro, pace e felicità per se stesso; poi non lasciò loro né riposo né sonno tranne per il tempo di intonare una canzone. Allora Fenja e Menja per vendetta cominciarono a cantare una canzone chiamata la "canzone di Grótti" (altro non è che lo stesso poema Gróttasöngr) e prima di aver finito avevano prodotto un'armata guidata da un Re del Mare di nome Mysing. Egli attaccò Fróði di notte e lo uccise, e se ne andò con un ricco bottino.
Mysing comprò Grótti con Fenja e Menja e chiese loro di produrre sale. A mezzanotte chiesero a Mysing se non avesse già abbastanza sale, ma egli ne chiese ancora. Macinarono ancora per poco prima che le navi affondassero. Un gigantesco vortice (un maelstrom) si formò quando il mare cominciò a muoversi trascinato dalla forza della macina; da allora il mare cominciò a diventare salato.